# Ilan
Ilan Araújo Dall'Igna (Curitiba, 18 de setembro de 1980), mais conhecido apenas como Ilan, é um ex-futebolista brasileiro que atuava como atacante. Seu ultimo clube foi o Grenoble.

## Carreira

### Paraná
Ilan foi revelado pelas categorias de base do Paraná Clube e fez sua estréia como profissional no ano de 1999, pelo Campeonato Paranaense. Acabou se tornando uma das maiores promessas do futebol paranaense, e mostrou ser um goleador nato, sendo titular absoluto do ataque do Paraná junto com Washington. No ano seguinte, se tornou o craque do time, e liderou a equipe no título do Módulo Amarelo da Copa João Havelange, equivalente a segunda divisão do Campeonato Brasileiro.

### São Paulo
Após as boas partidas pelo Paraná, Ilan foi contratado, ainda em 2000, pelo São Paulo para ser o companheiro de ataque de França, substituindo Marcelinho Paraíba que foi vendido para o futebol francês. Se tornou titular, mas não conseguiu se destacar, e no ano seguinte acabou sendo reserva do time que conquistou o título do Torneio Rio São Paulo. Tendo poucas oportunidades no clube paulista, e perdendo espaço no ataque para Luís Fabiano, Ilan deixou o São Paulo no meio do ano de 2001 e retornou para Curitiba, desta vez para jogar no Atlético-PR.

### Atlético-PR
Mesmo na reserva do Atlético-PR, Ilan foi decisivo na final do Campeonato Brasileiro, aonde substituiu o artilheiro Kléber Pereira na primeira partida diante do São Caetano. Nesta partida, Ilan marcou um dos gols, da vitória por 4 a 2, que garantiu o título brasileiro para o Furacão.
Em 2002, acabou atuando pouco por causa de uma grave lesão no púbis, que o deixou afastado dos gramados por muito tempo.
Em 2003, Ilan voltou as boas atuações, marcando muitos gols e sendo artilheiro do Atlético. Acabou sendo convocado pela Seleção Brasileira pelo técnico Parreira para a disputa da Copa das Confederações, onde foi reserva na campanha naquela competição.
Em 2004, continuou marcando inúmeros gols pelo Atlético-PR chegando a se isolar na artilharia do Brasileirão, mas acabou sendo vendido no meio do ano para o Sochaux, da França.

### Carreira na França
Na primeira metade da temporada 2004-05, foi o artilheiro do Sochaux, com 8 gois marcados no Campeonato Francês e quatro na Copa da Uefa.
Após duas boas temporadas pelo Sochaux, Ilan transferiu-se, em 2006, para o Saint-Étienne, também da França.
No Saint-Étienne, Ilan teve bons momentos e conquistou o prêmio "Gol do Ano" do Campeonato Francês de Futebol em 2007. O brasileiro era um dos ídolos dos torcedores e ajudou o clube a jogar a Copa da Uefa em 2009, após 27 anos de ausência.

### Carreira na Inglaterra
Em 2010, após deixar o Saint-Étienne, acertou contrato com o West Ham United, da Inglaterra, por 6 meses.
Apesar de disputar a mesma posição com outros jogadores, Ilan atuou bem nos 4 meses que atuou pelo clube londrino. Em 11 partidas, jogando 6 como titular, marcou 4 gols. 

### Internacional
Após o término do contrato, Ilan decidiu retornar ao futebol brasileiro, sendo contratado pelo Internacional em agosto de 2010 para reforçar o clube para o Campeonato Brasileiro de Futebol de 2010 e a Copa do Mundo de Clubes da FIFA.
Porém, durante o Brasileirão, Ilan jogou apenas 4 partidas pelo clube gaúcho. No fim da temporada foi cortado da Copa do Mundo de Clubes, por conta de uma cirurgia, e foi dispensado do clube no dia 23 de dezembro de 2010.

### Volta à França e aposentadoria
Aos 30 anos, aceitou defender o Ajaccio, da cidade de Ajaccio, na Córsega, que voltou à primeira divisão e em 2013 defendeu o Sporting Club de Bastia onde disputou a Ligue 2 (equivalente a segunda divisão do campeonato Francês).
Atuando por duas temporadas no Bastia e não conseguindo se firmar entre os titulares, foi dispensado. 
Antes de encerrar a carreira, ainda teve uma breve passagem pelo Grenoble Foot 38, mas não chegou a atuar, tornando-se seu último clube como profissional. 

## Títulos
Paraná
- Copa João Havelange: Módulo Amarelo - 2000

São Paulo
- Torneio Rio-São Paulo: 2001

Atlético Paranaense
- Campeonato Paranaense : 2001 e 2002
- Campeonato Brasileiro: 2001